# Polydesmus grayii
Polydesmus grayii är en mångfotingart som beskrevs av Newport 1844. Polydesmus grayii ingår i släktet Polydesmus och familjen plattdubbelfotingar. Inga underarter finns listade i Catalogue of Life.